# 29 juillet
Pour les articles homonymes, voir Vingt-Neuf-Juillet.
29 juin 29 août
Chronologies thématiques
- Croisades
- Ferroviaires
- Sports
- Disney
- Anarchisme
- Catholicisme

Abréviations / Voir aussi
- (° 1852) = né en 1852
- († 1885) = mort en 1885
- a.s. = calendrier julien
- n.s. = calendrier grégorien
- Calendrier
- Calendrier perpétuel
- Liste de calendriers
- Naissances du jour

Le 29 juillet est le 210e jour de l’année du calendrier grégorien, 211e lorsqu'elle est bissextile, il en reste ensuite 155.
Son équivalent était généralement le 11 thermidor du calendrier républicain / révolutionnaire français, officiellement dénommé jour du panic (terme de botanique).

## Événements

### VIesiècleav. J.-C.
- - 586 : Nabuchodonosor II entre dans Jérusalem après un siège de deux années, la ville est pillée et brûlée et le premier Temple (du roi hébreu Salomon) est rasé.

### IIIesiècle
- 238 : Gordien III est proclamé empereur de Rome.

### VIIesiècle
- 615 : K'inich Janaab' Pakal Ier monte sur le trône de Palenque.

### Xesiècle
- 904 : sac de Thessalonique par Léon de Tripoli.

### XIesiècle
- 1014 : victoire décisive byzantine sur le Premier Empire bulgare à la bataille de la Passe de Kleidion.
- 1018 : victoire de Thierry III sur Henri II du Saint-Empire à la bataille de Flardingue.
- 1030 : défaite d'Olaf II de Norvège face aux païens à la bataille de Stiklestad.

### XVesiècle
- 1436 : les forces bourguignonnes commandées par Philippe le Bon lèvent le siège de Calais.
- 1499 : Lépante (Grèce) se rend aux Ottomans.

### XVIesiècle
- 1565 : Marie Stuart, veuve, épouse Lord Darnley, duc d'Albany.
- 1567 : couronnement de Jacques VI d'Écosse.

### XVIIesiècle
- 1693 : victoire du maréchal de Luxembourg sur Guillaume III d'Orange-Nassau à la Bataille de Neerwinden pendant la guerre de la Ligue d'Augsbourg.
- 1696 : le tsar Pierre le Grand prend Azov aux Ottomans.

### XVIIIesiècle
- 1789 : l’Assemblée nationale se donne un règlement.

### XIXesiècle
- 1813 : ouverture des négociations de paix à Prague, pour tenter de mettre fin à la guerre de la Sixième Coalition.
- 1818 : création de l’institution nommée Caisse d’épargne et de prévoyance à Paris par Jacques Laffitte et Benjamin Delessert.
- 1830 : troisième journée des « Trois Glorieuses », insurrection baptisée ainsi par Honoré de Balzac en 1847.
- 1836 : à Paris, inauguration de l’Arc de triomphe de l'Étoile, voulu par Napoléon Ier, par Adolphe Thiers.
- 1846 : attentat de Joseph Henry contre Louis-Philippe[1].
- 1858 : signature du Traité Harris.
- 1881 : promulgation en France de la loi sur la liberté de la presse.
- 1900 : l'anarchiste Gaetano Bresci assassine le roi d'Italie Humbert Ier.

### XXesiècle
- 1907 : création du mouvement scout sous l’égide de Robert Baden-Powell.
- 1922 : les Alliés lancent un ultimatum qui enjoint aux Grecs de ne pas occuper Constantinople (Istanbul).
- 1937 : 
  - le prince héritier Farouk, 18 ans, devient roi d’Égypte.
  - Mutinerie de Tongzhou pendant la seconde guerre sino-japonaise.
- 1939 : décret de dissolution du Corps municipal des sapeurs-pompiers de la ville de Marseille et création du bataillon de marins-pompiers de Marseille.
- 1946 : conférence à Paris réunissant les 21 pays qui ont combattu l’Axe.
- 1948 : résolution no 55 du Conseil de sécurité des Nations unies relative à la question indonésienne.
- 1959 : Hawaii vote pour la première fois en qualité d’État américain et envoie des représentants au Congrès.
- 1967 : séisme de 1967 à Caracas.
- 1973 : les électeurs grecs confirment l’abolition de la monarchie et l’installation de Geórgios Papadópoulos à la tête de l’État.
- 1975 : l’Organisation des États américains lève l’embargo contre Cuba, en vigueur depuis 1964.
- 1980 : 
  - obsèques au Caire du Chah, dernier empereur d'Iran.
  - Adoption du drapeau de l'Iran à la suite de la révolution islamique.
- 1981 : mariage du prince Charles et de Diana Spencer à Londres.
- 1991 :
  - ouverture à Bamako (Mali) de la « Conférence nationale » présidée par Amadou Toumani Touré, qui, en quinze jours, adoptera un projet de Constitution, un code électoral, une charte des partis politiques, ainsi qu’un texte sur l’état de la Nation.
  - Boris Eltsine reconnaît officiellement l’indépendance de la Lituanie.
- 1992 : l’ancien dirigeant est-allemand Erich Honecker, réfugié à Moscou depuis 1991, rentre à Berlin pour répondre devant la justice de la mort de 13 Allemands de l’Est qui tentaient de fuir à l’Ouest.
- 1997 : des images, tournées par un cadreur qui accompagnait le reporter américain Nate Thayer, montrent une réunion publique pendant laquelle Pol Pot aurait été condamné à la prison à vie par ses anciens compagnons. L’ancien homme fort du pays n’avait pas été filmé depuis 18 ans.

### XXIesiècle
- 2006 : adoption de la Déclaration de Montréal sur les droits humains des LGBT.
- 2011 :
  - L'Armée syrienne libre est fondée.
  - résolution n°2002, du Conseil de sécurité des Nations unies, relative à la situation en Somalie.
- 2013 : accident ferroviaire de Granges-près-Marnand.
- 2018 :
  - au Cambodge, le parti du Premier ministre Hun Sen remporte les élections législatives.
  - élection présidentielle au Mali.
- 2021 : jour du dépassement, plus "précoce" qu'en 2018 mais moins que le 22 août 2020 du fait de l' œil du cyclone pandémique de covid19.

## Arts, culture et religion
- 1881 : promulgation d'une loi française sur la liberté de la presse et d'affichage en ce début de IIIe République.
- 1911 : début d'un incendie au Palais du commerce alors en construction et destiné à devenir l'Hôtel des Postes à Rennes ; aucune victime n'est déplorée mais le sinistre va durer jusqu'au 31 et le bâtiment ne sera finalement terminé qu'en 1929 soit 44 ans après son premier coup de pioche de 1885[2].

## Sciences et techniques
- 1851 : Annibale De Gasparis découvre un astéroïde (15) Eunomie.
- 1914 : ouverture du canal du cap Cod.
- 1957 : fondation de l’Agence internationale de l'énergie atomique.

- 1958 : création de la NASA (National Aeronautics and Space Administration), l'agence spatiale américaine.
- 1995 : lancement de la première version de l'éditeur d'images GIMP (mascotte sur l'image) par les Américains Spencer Kimball et Peter Mattis[3].
- 2010 : Microsoft lance le système d'exploitation Windows 10.

## Économie et société
- 1967 : accident d’un USS Forrestal.
- 1987 : Margaret Thatcher et François Mitterrand se remettent les instruments de ratification du traité de Cantorbéry  en vue de la construction du tunnel sous la Manche.
- 1990 : au moins 600 personnes, pour la plupart des femmes et des enfants, réfugiées dans une église sont massacrées par des troupes gouvernementales à Monrovia au Liberia.
- 2000 : un ancien préfet de la province du Guipuscoa, Juan María Jáuregui (es), est abattu au sud de Saint-Sébastien au Pays basque espagnol. C’est le dixième attentat attribué par la police aux séparatistes basques de l’ETA en quinze jours.
- 2011 : accident mortel dans la mine de Bazhanova en Ukraine.
- 2019 : 57 détenus meurent lors d’une mutinerie dans une prison à Altamira au Brésil.

## Naissances

### XVIIesiècle
- 1609 : Marie de Mantoue, noble italienne, épouse du duc Charles III de Mayenne († 14 août 1660).

### XVIIIesiècle
- 1796 : Christian Winther (Rasmus Villads Christian Ferdinand Winther dit), poète lyrique danois († 30 décembre 1876).

### XIXesiècle
- 1805 : Alexis de Tocqueville (Alexis-Henri-Charles Clérel dit), philosophe politique, homme politique, historien, précurseur de la sociologie et écrivain français († 16 avril 1859).
- 1845 : Richard Wülker, angliciste allemand († 8 août 1910).
- 1849 : Max Nordau, philosophe autrichien, figure sioniste († 23 janvier 1923).
- 1867 : Berthold Oppenheim, rabbin de Olomouc († 1942).
- 1869 : Booth Tarkington, romancier américain († 19 mai 1946).
- 1874 : Auguste Giroux, médecin et joueur de rugby français, champion olympique en 1900 († 9 août 1953).
- 1877 : William Beebe, naturaliste, explorateur et écrivain américain († 4 juin 1962).
- 1878 : Patrick McDonald, athlète américain d'origine irlandaise, double champion olympique dans des épreuves de lancer († 16 mai 1954).
- 1883 : 
  - Porfirio Barba-Jacob, écrivain colombien († 14 janvier 1942).
  - Benito Mussolini, homme politique italien, président du Conseil des ministres de 1922 à 1943 († 28 avril 1945).
- 1885 : Theda Bara, actrice américaine († 7 avril 1955).
- 1887 : Sigmund Romberg, compositeur américain d’origine hongroise († 9 novembre 1951).
- 1892 : William Powell, acteur américain († 5 mars 1984).
- 1898 : Isidor Isaac Rabi, physicien américain d’origine austro-hongroise, prix Nobel de physique en 1944 († 11 janvier 1988).
- 1900 : Eyvind Johnson, écrivain suédois, prix Nobel de littérature en 1974 († 25 août 1976).

### XXesiècle
- 1903 : Paul Coze, peintre, illustrateur, ethnologue et écrivain français, qui participa à la création des Scouts de France († 2 décembre 1974).
- 1905 :
  - Clara Bow, actrice américaine († 27 septembre 1965).
  - Dag Hammarskjöld, diplomate suédois, secrétaire général des Nations unies de 1953 à sa mort brutale, prix Nobel de la paix à titre posthume en 1961 († 18 septembre 1961).
- 1907 : Robert John Braidwood, archéologue et anthropologue américain († 15 janvier 2003).
- 1908 : George McIlraith, homme politique canadien († 19 août 1992).
- 1914 : Marcel Bich, industriel français, fondateur de la société Bic († 30 mai 1994).
- 1915 : Marie-Alphonsine Loretti, ambulancière militaire française première femme décorée de la Médaille militaire († 5 février 1944).
- 1916 : Alice Sapritch, comédienne française († 24 mars 1990).
- 1919 : Gilbert Duchêne, évêque catholique émérite français de Saint-Claude († 29 novembre 2009).
- 1921 :
  - Christian Bertola (Raymond Louis dit[4]), comédien français († 6 mars 2004).
  - Richard Egan, acteur américain († 20 juillet 1987).
  - Chris Marker (Christian Bouche-Villeneuve dit), réalisateur, écrivain, illustrateur, traducteur, photographe, éditeur, philosophe, essayiste, critique, poète et producteur français († 29 juillet 2012).
- 1924 : Elizabeth Short, victime américaine dans l'affaire du Dahlia noir († 15 janvier 1947).
- 1925 :
  - Ted Lindsay, joueur de hockey sur glace professionnel canadien († 4 mars 2019).
  - Míkis Theodorákis (Μίκης Θεοδωράκης), compositeur et homme politique grec († 2 septembre 2021).
- 1926 : J.J.J. Rigal (Jacques-Joachim-Jean Rigal dit), graveur, peintre et sculpteur français († 24 février 1997).
- 1928 (ou 13 juin) : Li Ka-shing, homme d'affaires chinois cantonais, hong kongais et canadien.
- 1932 : Mike Hodges, producteur, réalisateur et scénariste britannique († 17 décembre 2022).
- 1933 : Randy Sparks (en), musicien, chanteur et compositeur américain, membre fondateur du groupe The New Christy Minstrels.
- 1935 : Claude Bébéar, homme d'affaires français.
- 1936 : 
  - Orlando (Bruno Gigliotti dit), producteur et frère de Dalida.
  - Jean-Loup Passek, écrivain et critique de cinéma français († 4 décembre 2016).
- 1937 : Ryutaro Hashimoto (橋本 龍太郎), homme politique japonais, Premier ministre du Japon de 1996 à 1998 († 1er juillet 2006).
- 1938 :
  - Peter Jennings, journaliste et présentateur de télévision américain d’origine canadienne († 7 août 2005).
  - Fritz Ligges, cavalier allemand, champion olympique († 21 mai 1996).
  - Jean Rochon, homme politique canadien († 16 octobre 2021).
  - Bernard Tiphaine, comédien français († 19 octobre 2021).
- 1940 : Amarildo (Amarildo Tavares da Silveira), footballeur international brésilien attaquant, champion du monde en 1962 et d'Italie en 1969.
- 1941 : David Warner, acteur et réalisateur britannique († 24 juillet 2022).
- 1942 : Marcel Côté, économiste et personnalité politique québécoise († 25 mai 2014).
- 1943 : Ingrid Krämer, plongeuse allemande, triple championne olympique.
- 1946 :
  - Ximena Armas, artiste peintre chilienne.
  - Neal Doughty (en), claviériste américain du groupe Reo Speedwagon.
  - Jean-Paul Huchon, homme politique français, président du conseil régional d'Île-de-France de 1998 à 2015.
- 1947 : Lenny Zakatek (en), chanteur britannique.
- 1948 : Meir Shalev, journaliste et écrivain israélien († 11 avril 2023).
- 1949 : Sylvie Feit, actrice et doubleuse vocale française († 3 mars 2021).
- 1950 : Maricica Puică, athlète roumaine spécialiste du demi-fond et du fond, championne olympique.
- 1951 : 
  - Claude Bartolone, homme politique français, élu en Seine-Saint-Denis, ministre de la ville de 1998 à 2002, président de l'Assemblée nationale pour la XIVe législature de la Cinquième République française.
  - Gavan O'Herlihy, acteur irlandais († 15 septembre 2021).
- 1952 : Federico Roman, cavalier italien, champion olympique.
- 1953 : Patti Scialfa, auteure-compositrice, musicienne et chanteuse américaine du groupe E Street Band.
- 1955 : Jean-Hugues Anglade, acteur français.
- 1957 : Nellie Kim, gymnaste soviétique, quintuple championne olympique.
- 1958 : Douglas Dvorak, joueur de volley-ball américain, champion olympique.
- 1959 : Julio Rojas Buendía, avocat et musicien colombien († 20 juin 2016).
- 1960 :
  - Luc Dionne, réalisateur et scénariste québécois.
  - Didier Van Cauwelaert, écrivain français.
- 1962 : Vincent Rousseau, coureur de fond belge.
- 1963 : Alexandra Paul, actrice américaine.
- 1965 : Dean Haglund, acteur canadien.
- 1966 : 
  - Martina McBride, chanteuse de musique country américaine.
  - Sally Gunnell, athlète britannique spécialiste du 400 m haies, championne olympique.
- 1967 : José Luis Bote, matador espagnol.
- 1968 :
  - Vicente Barrera, matador espagnol.
  - Paavo Lötjönen, violoncelliste finlandais du groupe Apocalyptica.
- 1969 :
  - Marci Ien, journaliste et femme politique canadienne, ministre.
  - Timothy Omundson, acteur américain.
- 1970 : Anne-Elisabeth Lemoine, journaliste française de télévision.
- 1971 : Lisa Ekdahl, chanteuse suédoise.
- 1972 : Wil Wheaton, acteur américain.
- 1973 :
  - Stephen Dorff, acteur américain.
  - Wanya Morris (en), chanteur américain du groupe Boyz II Men.
- 1974 : Josh Radnor, acteur, réalisateur et scénariste américain.
- 1975 : Will Conlon, acteur canadien.
- 1977 : Johan Wasserman, joueur de rugby sud-africain.
- 1978 :
  - Jean-François Breau, auteur-compositeur et interprète canadien.
  - Julien Laharrague, joueur de rugby français.
- 1980 : Fernando González, joueur de tennis chilien.
- 1981 : Fernando Alonso, coureur automobile espagnol.
- 1982 :
  - Allison Mack, actrice germano-américaine.
  - Andy Reid, footballeur irlandais.
- 1983 :
  - Jacques Burger, joueur de rugby namibien.
  - Benoît Langlais, acteur québécois.
- 1986 : 
  - Eléonore Darmon, violoniste française.
  - Brandon Gilberstadt, acteur français.
- 1987 : Génesis Rodríguez, actrice américaine.
- 1988 : Maëva Guillerme, handballeuse Française.
- 1989 : Quentin Mouron, écrivain canado-suisse.
- 1992 :
  - Paul-Georges Ntep, footballeur international français.
  - Djibril Sidibé, footballeur français.
- 1994 : 
  - Raphaela Lukudo, athlète de sprint italienne.
  - Erica Musso, nageuse italienne.
  - Daniele Rugani, footballeur italien.
  - Danielle Sino Guemde, lutteuse camerounaise.
  - Samy Seghir, acteur français.
- 1995 : Dorin Rotariu, footballeur roumain.
- 1996 : Giorgi Kharaishvili, footballeur géorgien.
- 1997 :
  - Joosje Burg, hockeyeuse sur gazon néerlandaise.
  - Momo Yansané, footballeur guinéen.
- 1998 :
  - Sofiane Alakouch, footballeur franco-marocain.
  - Abou Ba, footballeur français.
  - Mirjam Björklund, joueuse de tennis suédoise.
  - Marta González Piquero, joueuse de rink hockey espagnole.
  - Jessica Lord, actrice, danseuse et chanteuse britannico-canadienne.
  - Tijjani Reijnders, footballeur néerlandais.
- 1999 : Iván Morales, footballeur chilien.
- 2000 : 
  - Yacine Adli, footballeur franco-algérien.
  - Marcus Armstrong, pilote automobile néo-zélandais.
  - Lino Facioli, acteur brésilien.

### XXIesiècle
- 2001 : 
  - Mekides Abebe, athlète de steeple éthiopienne.
- 2002 : 
  - Noah Vandenbranden, coureur cycliste belge.
  - Matteo Melluzzo, athlète de sprint italien.

## Décès

### XIesiècle
- 1030 : Olaf II de Norvège (saint Olaf, roi Olav / Olaf II (Haraldson) de Norvège dit aussi Olav le gros puis Olaf le saint célébré en tant que tel chaque 29 juillet comme rappelé ci-après), roi de Norvège de 1015 à 1028, mort en martyr puis canonisé post-mortem (° vers 993 / 995).
- 1095 : Ladislas Ier de Hongrie, roi de Hongrie de 1077 à 1095, canonisé par l'Église catholique (° 27 juin 1040 ou vers 1048).

### XIIesiècle
- 1108 : Philippe Ier, roi de France de 1060 à sa mort (° 23 mai 1052).

### XIVesiècle
- 1326 : Richard de Bourg, surnommé le « Comte Rouge » (en anglais : The Red Earl), seigneur de Connaught et 2e comte d'Ulster de 1271 à 1326 (° 1259).

### XVIIIesiècle
- 1751 : Benjamin Robins, ingénieur et mathématicien britannique, inventeur du pendule balistique (° vers 1707).

### XIXesiècle
- 1813 : Jean-Andoche Junot, général d'Empire français (° 24 septembre 1771).
- 1856 : Robert Schumann, compositeur allemand (° 8 juin 1810).
- 1866 : Barbe-Nicole Ponsardin dite la « veuve Clicquot », productrice française de champagne (° 16 décembre 1777).
- 1881 : Josef Püttner, peintre germano-autrichien (° 26 juillet 1821).
- 1882 : Andrew Leith Adams, médecin, naturaliste et géologue écossais (° 21 mars 1827).
- 1885 : Henri Milne Edwards, zoologiste français (° 23 octobre 1800).
- 1886 : 
  - Alexandre Lacauchie, graveur et peintre français (° 22 février 1814).
  - Maxime Lalanne, graveur français (° 27 novembre 1827).
  - Adolf Müller senior, acteur et compositeur austro-hongrois (° 7 octobre 1801).
  - Niwa Nagahiro, samouraï japonais (° 17 avril 1859).
  - Robert Trudel, homme politique canadien (° 21 février 1820).
- 1890 : Vincent van Gogh, peintre néerlandais (° 30 mars 1853).
- 1900 : Humbert Ier, roi d'Italie de 1878 à 1900 (° 14 mars 1844).

### XXesiècle
- 1934 : Didier Pitre, joueur de hockey sur glace professionnel québécois (° 1er septembre 1883).
- 1962 : Gabriele Acacio Coussa, cardinal syrien, secrétaire de la Congrégation pour les Églises orientales (° 3 août 1897).
- 1970 : John Barbirolli, chef d’orchestre et violoncelliste britannique (° 2 décembre 1899).
- 1974 : Cass Elliot (Ellen Naomi Cohen dite), chanteuse américaine du groupe Mamas & Papas (° 19 septembre 1941).
- 1975 : James Blish, écrivain américain de science-fiction (° 23 mai 1921).
- 1979 : Herbert Marcuse, philosophe et sociologue communiste américain d'origine allemande (° 19 juillet 1898).
- 1981 : 
  - Jean-Michel Caradec, auteur-compositeur-interprète français (° 20 septembre 1946).
  - Robert Moses, urbaniste américain (° 18 décembre 1888).
- 1982 : Vladimir Zvorykine (Владимир Козьмич Зворыкин), physicien et inventeur russe (° 30 juillet 1889).
- 1983 :
  - Luis Buñuel, réalisateur, scénariste et metteur en scène espagnol (° 22 février 1900).
  - Raymond Massey, acteur canadien (° 30 août 1896).
  - David Niven, acteur anglais (° 1er mars 1910).
- 1984 : Fred Waring (en), musicien et chef d’orchestre américain (° 9 juin 1900).
- 1990 : 
  - Georges Conchon, écrivain et scénariste français (° 9 mai 1925).
  - Bruno Kreisky, homme d'État autrichien, chancelier fédéral de 1970 à 1983 (° 22 janvier 1911).
- 1992 : Michel Larocque, joueur de hockey sur glace québécois (° 6 avril 1952).
- 1993 : Guy Dufresne, dramaturge et scénariste québécois (° 17 avril 1915).
- 1995 : Les Elgart, trompettiste et chef d'orchestre de jazz américain (° 3 août 1917).
- 1996 : 
  - Aruna Asaf Ali, militante indépendantiste et femme politique indienne (° 16 juillet 1909).
  - Marcel-Paul Schützenberger, académicien ès sciences français (° 24 octobre 1920).
- 1997 : 
  - John Archer, athlète de sprint britannique (° 10 août 1921).
  - Chuck Wayne, compositeur de jazz américain (° 27 février 1923).
- 1998 : 
  - Éric Escoffier, alpiniste français (° 9 août 1960).
  - Doris Nolan, actrice américaine (° 14 juillet 1916).
  - Jorge Pacheco Areco, homme d'État uruguayen (° 9 avril 1920).
  - Jerome Robbins, danseur et chorégraphe américain (° 11 octobre 1918).
  - O. Z. Whitehead, acteur américain (° 1er mars 1911).
- 1999 : 
  - Gabrielle Bellocq, pastelliste française (° 15 juin 1920).
  - Anatoli Solovianenko, chanteur d'opéra soviétique puis ukrainien (° 25 septembre 1932).
  - André Soubiran, médecin et écrivain français (° 20 juillet 1910).
- 2000 : 
  - Kobie Coetsee, avocat et homme politique sud-africain (° 19 avril 1931).
  - René Favaloro, chirurgien cardio-vasculaire argentin (° 12 juillet 1923).
  - Nestor Pirotte, tueur en série belge (° 5 janvier 1933).

### XXIesiècle
- 2001 :
  - Edward Gierek, homme politique polonais, premier secrétaire du parti ouvrier unifié polonais de 1970 à 1980 (° 6 janvier 1913).
  - Wau Holland, hacker allemand (° 20 décembre 1951).
  - Alex Nicol, acteur américain (° 20 janvier 1916).
- 2003 : 
  - Foday Sankoh, chef rebelle de Sierra Leone (° 17 octobre 1937).
  - Johnny Walker, acteur indien (° 11 novembre 1926).
- 2004 : 
  - Walter Feit, mathématicien américain (° 26 octobre 1930).
  - Réna Vlachopoúlou, actrice grecque (° 20 février 1923).
- 2005 :
  - Pat McCormick, acteur, scénariste et producteur américain (° 30 juin 1927).
  - Francis Miroglio, compositeur français (° 12 décembre 1924).
- 2006 :
  - Jacques Ozouf, historien français (° 8 septembre 1928).
  - Pierre Vidal-Naquet, historien français (° 23 juillet 1930).
- 2007 : 
  - Art Davis, bassiste de jazz américain (° 5 décembre 1934).
  - Mike Reid, acteur britannique (° 19 janvier 1940).
  - Michel Serrault, acteur français (° 24 janvier 1928).
- 2009 : Dina Babbitt, artiste et survivante de la Shoah (° 21 janvier 1923).
- 2011 :
  - Claude Laydu, comédien, auteur et producteur belge (° 10 mars 1927).
  - Nella Martinetti, chanteuse, compositrice et interprète suisse (° 21 janvier 1946).
  - Gene McDaniels, chanteur américain (° 12 février 1935).
- 2012 : Chris Marker (Christian Bouche-Villeneuve dit), réalisateur français (° 29 juillet 1921).
- 2016 : Lucille Dumont, chanteuse et animatrice québécoise (° 20 janvier 1919).
- 2020 : Albin Chalandon, haut fonctionnaire, banquier, et homme politique français, ancien garde des sceaux de 1986 à 1988, époux de la journaliste Catherine Nay, tout juste devenu centenaire (° 11 juin 1920).
- 2021 : Albert Vanhoye, cardinal français, président émérite de la Commission biblique internationale (° 24 juillet 1923).
- 2023 : Vittorio Prodi, homme politique italien (° 19 mai 1937).
- 2024 :
  - Paco Camino, matador espagnol (° 14 décembre 1940).
  - Robert Fellowes, courtisan britannique (° 11 décembre 1941).

## Célébrations

### Internationale
- Journée mondiale pour la diversité socio-culturelle et pour la lutte contre la discrimination[5].
- La journée internationale du tigre, elle vise à attirer l'attention du public sur les menaces qui pèsent sur les tigres et à promouvoir les efforts de conservation.

### Nationales
- Îles Féroé (Danemark et Union européenne ?) : Ólavsøka / fête nationale, ouverture de la session annuelle du parlement féroïen le Løgting.
- Roumanie (Union européenne) : fête de l'hymne national Deşteaptă-te, române! / « Éveille-toi, Roumain ! ».
- Thaïlande : journée nationale de la langue thaïe.

### Saints des Églises chrétiennes

#### Saints catholiques et orthodoxes du jour
Référencés ci-après in fine, :
- Béatrice de Rome († 304) - ou « Béatrix » ou « Viatrix » -, avec ses frères Faustin et Simplice ainsi que Rufus († 303), tous martyrs à Rome sous l'empereur Dioclétien.
- Callinique (IIIe siècle ou IVe siècle), martyr à Gangres en Paphlagonie.
- Eustathe de Mtskheta († 589), Perse converti à l'Orthodoxie, martyr par la main de Zoroastriens à Tbilissi en Géorgie.
- Félix de Rome († ?), martyr à Rome sur la via Portuense peut-être sous l'empereur Dioclétien.
- Jean le Soldat († après 363), soldat de l'armée romaine sous le règne de l'empereur Julien, confesseur et thaumaturge.
- Lazare de Béthanie (Ier siècle), ami de Jésus, frère de Marthe et de Marie, l'un des premiers ressuscités directement par le Christ selon la tradition évangélique.
- Loup de Troyes († 478 ou 479) -ou « saint Leu »-, évêque de Troyes.
- Lucille, Flore, Eugène, Antonin, Théodore et dix-huit autres † martyrs en 262 à Rome sous l'empereur Gallien.
- Marie de Béthanie (Ier siècle), sœur de Lazare supra et Marthe de Béthanie infra, la plus active des deux sœurs à recevoir Jésus selon un passage d'évangile(s) ; célébrée le 4 juin par les orthodoxes.
- Marthe de Béthanie (Ier siècle), sœur de Lazare et Marie de Béthanie supra, la plus attentive des deux sœurs aux propos de Jésus selon le(s)dit(s) passage(s) d'évangile(s) ; elle aurait fini ses jours à Tarascon où elle aurait évangélisé le pays et dompté une bête dite Tarasque ; célébrée également le 4 juin par les orthodoxes.
- Olaf II de Norvège (986 - 1030), roi de Olav II de Norvège comme vu ci-avant en 1030 et décès terrestre, martyr.
- Prosper († 463), évêque d'Orléans, successeur de saint Aignan.

#### Saints et bienheureux catholiques du jour
référencés ci-après :
- Charles-Antoine-Nicolas Ancel (°1763 - †1794), bienheureux prêtre eudiste, professeur au Petit Séminaire de Lisieux, martyr sur les pontons de Rochefort pendant la Révolution française.
- Guillaume Pinchon († 1234) -ou « Guillaume III »-, évêque de Saint-Brieuc et Tréguier qui défendit les droits de l'Église contre les prétentions du duc de Bretagne (voir siècle suivant pour saint Yves de Tréguier les 19 mai).
- Joseph Zhang Wenlan, Paul Chen Changpin, Jean-Baptiste Lou Tingyin et Marthe Wang Louzhi († 1861), martyrs à Qingyan, dans la province chinoise de Guizhou.
- Louis Bertran, Mancius de la Sainte-Croix et Pierre de Sainte-Marie († 1627), bienheureux, prêtre et religieux dominicains jetés dans le feu à Omura au Japon.
- Oalus (IXe siècle) -ou « Olaf »-, converti par saint Anschaire / Oscar, martyrisé à Birka en Suède.
- Urbain II († 1099), bienheureux, 157e pape de 1088 à 1099.

#### Saint orthodoxe
Romain de Kirjatch († 1392), disciple de saint Serge de Radonège, higoumène et moine à Kirjatch, aux dates éventuellement "juliennes" / orientales.

### Prénoms du jour
Bonne fête aux Marthe et ses variantes : Martha, Marta (voir les Martine les 30 janvier, Martin les 11 novembre, etc.).
Et aussi aux :
- Béatrix et ses variantes : Viatrix etc. (voir 13 février).
- Félix comme les 12 février.
- Lazare, Lazaro, Lazarillo (frère de Marthe et de Marie de Béthanie ci-avant dans les évangiles chrétiens).
- Faustin et ses variantes : Faust, Faustino, Faustus, etc.
- Gwilherm et ses variantes bretonnes : Gwilhom, Gwilhou, Gwilhamet, Gwill, Gwilmet, Lom, Lomig, Metig, Yaume, etc. (et 10 janvier).
- Loig et ses variantes autant bretonnes : Loïc, Loïck, Loick, Loïca, Loïg, Loïk, etc. (voire 25 août des Louis, Ludo(vic) etc.).
- Loup et ses variantes : Leu, Louve, Lou, Wolf(f), Wulf, Vulpian, etc. (voir 15 mars et 25 août).
- Olaf et ses variantes : Olaüs, Olav, Olave, Olav, Olavo, Ole, Oleg, Olegg, Olin, Olie, Ollie, Olle, Olof, Olov, Olpha, Oluf, etc.
- Aux Raffig en fin.

## Traditions et superstitions

### Dictons
- « À sainte-Marthe, prunes mûres, bonnes tartes. »[9]
- « Mauvais temps le jour de Sainte Marthe, n'est rien car il faut qu'il parte. »[10]
- « Ne crains rien du mauvais temps de Sainte Marthe, vite il faut qu’il parte. »[9]
- « Souvent quand Saint Lazare appelle le froid, il n'en reste pas. »

### Astrologie
Signe du zodiaque : septième jour du signe astrologique du lion.

## Toponymie
Plusieurs voies, places, sites ou édifices de pays ou provinces francophones contiennent la date du jour dans leur nom sous différentes graphies possibles : voir Vingt-Neuf-Juillet .